# Universitat de tecnologia de Compiègne
La Universitat de Tecnologia de Compiègne (UTC) és un establiment públic d'ensenyament superior i de recerca, situat a Compiègne a la regió dels Alts-de-França. És una de les 204 escoles d'enginyeria franceses acreditades l'1 de setembre de 2020 per emetre un certificat d'enginyeria.
També està acreditada pel Ministeri d'Educació Superior i Recerca per als seus estudis professionals de grau, màster i doctorat.
És una de les tres universitats tecnològiques franceses. És membre de la comunitat d'universitats i establiments de la Sorbonne Universités i de la Conferència de Grandes Écoles.